# Bhunjia jezik
Bhunjia jezik (bhumjiya, bhunjiya, bunjia; ISO 639-3: bhu), indoeuropski jezik uže istočne indoarijske skupine, kojim govori 6 790 ljudi (2000 USCWM) u indijskim državama Madhya Pradesh, Chhattisgarh, Orissa i Maharashtra.
Klasificira se podskupini oriya. Pismo: devanagari. Etnčki Bhunjia /`people who have originated from the earth`/ su podijeljeni na plemena Chaukhutia i Chinda.

## Vanjske poveznice
- Ethnologue (14th)
- Ethnologue (15th)